# Logan Huffman
Logan Huffman (Noblesville, 22 dicembre 1989) è un attore statunitense, conosciuto soprattutto per il ruolo di Tyler Evans nella serie televisiva V.

## Biografia

### Primi anni
Huffman è nato il 22 dicembre 1989 a Noblesville, nell'Indiana, primogenito di tre gemelli. Ha anche un fratello maggiore.
È cresciuto a Indianapolis e all'età di 17 anni si è trasferito a New York per perseguire i suoi sogni di recitazione.

### Carriera
Ha esordito come attore nel 2008, recitando nel film Lymelife. L'anno seguente è entrato a far parte del cast della serie televisiva V. Il suo personaggio, Tyler Evans, non era però molto popolare tra i fan della serie. Nel 2012 è apparso in Refuge e, nel 2013, ha recitato in Bad Turn Worse. Nel 2015 e nel 2016, Huffman è apparso in due film diretti da Tyler Shields, Final Girl e Outlaw. Sempre nel 2015 ha recitato nel film The Preppie Connection.
Più recentemente ha recitato nei film Bomb City - I giorni della rabbia (2017), Rock Steady Row (2018), Monster Party (2018), Straight Up (2019) e Black Site (2022).

### Vita privata
Huffman crede nel paranormale e soffre di dislessia.
Logan Huffman si è fidanzato con Lisa Origliasso delle The Veronicas a fine 2016 e i due si sono sposati nel novembre 2018.

## Filmografia

### Cinema
- Lymelife, regia di Derick Martini (2008)
- Refuge, regia di Jessica Goldberg (2012)
- Underdogs, regia di Doug Dearth (2013)
- Bad Turn Worse, regia di Simon e Zeke Hawkins (2013)
- Complicity, regia di C.B. Harding (2013)
- Final Girl, regia di Tyler Shields (2015)
- The Preppie Connection, regia di Joseph Castelo (2015)
- Outlaw, regia di Tyler Shields (2016)
- Bomb City - I giorni della rabbia (Bomb City), regia di Jameson Brooks (2017)
- Temple, regia di Michael Barrett (2017)
- Rock Steady Row, regia di Trevor Stevens (2018)
- Monster Party, regia di Chris von Hoffmann (2018)
- Straight Up, regia di James Sweeney (2019)
- Black Site, regia di Sophia Banks (2022)

### Televisione
- Circledrawers, regia di Olaf de Fleur Johannesson – film TV (2009)
- America, regia di Yves Simoneau – film TV (2009)
- V – serie TV, 22 episodi (2009-2011)
- A Smile as Big as the Moon, regia di James Steven Sadwith – film TV (2012)
- Dementia's Doorway – serie TV, 1 episodio (2013)
- Il lato oscuro della mia matrigna (Bad Stepmother), regia di Jeffery Scott Lando – film TV (2018)